# Waldemar Esteves da Cunha
Waldemar Esteves da Cunha (Santos, 9 agosto 1920 – Santos, 8 aprile 2013) è stato uno showman brasiliano.
È stato uno dei più famosi Rei Momo
(Waldemar Esteves da Cunha)

## Biografia
Waldemar nacque a Santos, il porto commerciale più grande di tutto il Brasile, nel 1920. Qui svolse per moltissimi anni la professione tramandatagli dal padre: commerciante in apparecchiature mediche.

### Gli anni cinquanta
Dal 1950, la sua vita cambiò radicalmente, poiché data la sua simpatia e la sua possente stazza fisica fu scelto,  nell'ambito del carnevale della sua città, per essere interprete della Maratona de Dona Doroteia, un bagno collettivo pre-carnevalesco sulle spiagge cittadine, con il motto "Buchiamo quell'onda?".
Poco tempo dopo divenne Rei Momo di Santos: regnò dal 1950 al 1990 tranquillamente, con una breve parentesi nel carnevale del 1957 "governato" da Momo Eduardo.

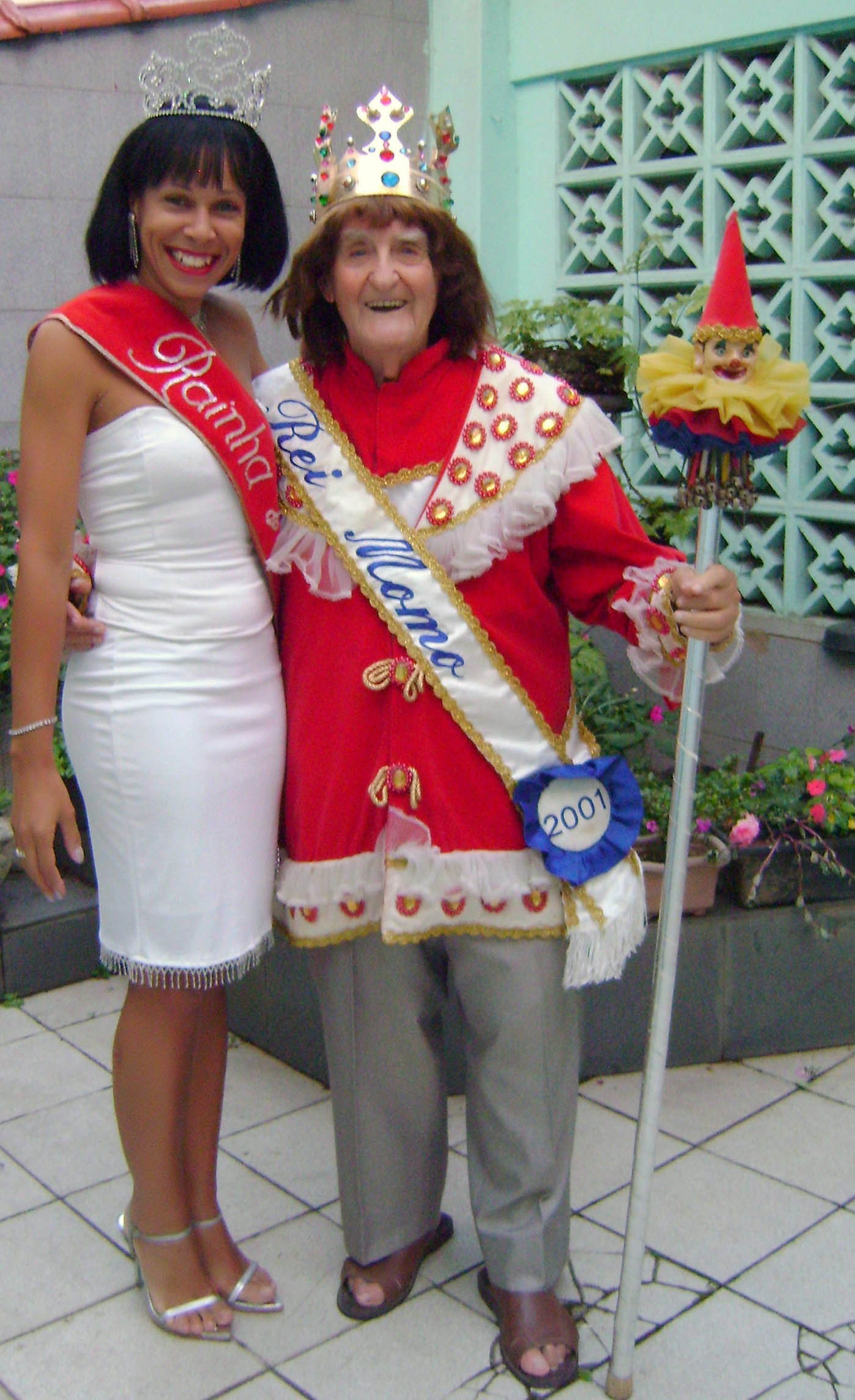
Rei Momo Waldemar riceve una visita di cortesia dalla Regina Andréa (Carnevale 1989), nel giardino di casa sua.

Ci sono sempre stati molti che hanno voluto prendere il suo posto, ma Rei Momo Waldemar continuò a regnare con nobiltà, affiancato dalle molte "Regine".
Nel 1990, Momo Waldemar cedette la "corona" per raggiunti limiti d'età.

### Verso il nuovo millennio
Nel 1997 il Comune di Santos sollecitò tutte le scuole di samba perché progredissero ai grandi livelli delle scuole nazionali, come Rio de Janeiro e San Paolo. Il Comune voleva anche che le sfilate si svolgessero in spiaggia, ma per problemi di sicurezza furono sospese. Questa diatriba durò fino al 2000, quando Rei Momo Waldemar, alla soglia degli ottant'anni, fu chiamato a sedare gli animi, e nel Carnevale del 2001 ricevette la fascia d'onore per le azioni svolte.
Le diatribe durarono ancora fino al 2005. È da quell'anno che il Carnevale Santista ha un nuovo Sambodromo, nella zona Nord-Ovest della città.
Rei Momo Waldemar morì a Santos l'8 aprile 2013 all'età di 92 anni;

### Post mortem
Nel 2018, a 5 anni dalla sua morte, il Memorial do Carnaval e l'assesorato alla cultura di Santos hanno organizzato una mostra in onore di Rei Momo Waldemar.